# Заславский, Александр Януш
Алекса́ндр Я́нуш Засла́вский-Остро́жский (пол. Aleksander Janusz Zasławski-Ostrogski, 1650—1682) — крупнейший польский и западнорусский магнат, последний князь Заславский (1656—1682) и 4-й ординат Острожский (1656—1682), единственный сын князя Владислава Доминика Заславского (1616—1656), воеводы сандомирского (1645—1649) и краковского (1649—1656), 2-го ордината Острожского (1629—1656), от брака с Катажиной Собеской (1634—1694). Последний мужской представитель княжеского рода Заславских.

## Биография
В мае 1656 года после смерти своего отца Владислава Доминика Заславского малолетний Александр Януш унаследовал обширные владения князей Заславских и Острожских (Острожский майорат). Находился под опекой своей матери Катарины Собеской и её брата, будущего короля Речи Посполитой Яна Собесского. В июне 1658 года Катарина Собеская, мать Александра Януша, вторично вышла замуж за великого подчашего литовского князя Михаила Казимира Радзивилла (1625—1680).
В 1669 году князь-магнат Александр Януш Заславский претендовал на королевский престол Речи Посполитой. В 1660 году на Львовщине основал город Александрию (Сколе). В 1670 году основал юридическую академию в Варшаве, названную Александрией.
В 1682 году бездетный Александр Януш Заславский скончался. Не был женат и не оставил после себя потомства. После смерти Александра Януша Острожскую ординацию унаследовала его младшая сестра Теофила Людвика Заславская (1654—1709), жена великого гетмана коронного князя Дмитрия Ежи Вишневецкого.